# Tử hình ở Uzbekistan
Hình phạt tử hình ở Uzbekistan đã được bãi bỏ.
Vào ngày 1 tháng 8 năm 2005, Tổng thống Islam Karimov đã ký một sắc lệnh nói rằng “hình phạt tử hình sẽ bị hủy bỏ ở Cộng hòa Uzbekistan kể từ ngày 1 tháng 1 năm 2008, như một hình thức trừng phạt hình sự và sẽ được thay thế bằng bản án chung thân hoặc tù dài hạn". Lý do được đưa ra cho việc trì hoãn 3 năm là cần phải xây dựng các nhà tù mới để giam giữ những người bị kết án chung thân thay vì tử hình.
Vụ hành quyết cuối cùng ở Uzbekistan diễn ra vào năm 2005.